# بطاقة الهوية (بولندا)
بطاقة الهوية (بولندا) (بالبولندية:  Dowód osobisty) البطاقة الوطنية للمواطنين البولنديين، تصدر عن المكتب المحلي للشؤون المدنية. 

## إنظر أيضا
جواز سفر بولندي